# Ri Hyok-chol (calciatore 1973)
Ri Hyok-chol (리혁철?, 李赫哲?; 26 novembre 1973) è un ex calciatore nordcoreano.